# Bahnstrecke Oberhausen-Osterfeld–Hamm
| |                                                                                     |                                                                                      |                                                                                      |
| Streckennummer (DB): | 2250 (OB-Osterfeld–Hamm)                                                            |                                                                                      |                                                                                      |
| Kursbuchstrecke (DB): | 423 (Bottrop–Gladbeck) 424 (OB-Osterfeld Süd–Bottrop) 450.9 (Bottrop–RE-Blumenthal) |                                                                                      |                                                                                      |
| Kursbuchstrecke: | 234e (1946)                                                                         |                                                                                      |                                                                                      |
| Streckenlänge: | 77 km                                                                               |                                                                                      |                                                                                      |
| Spurweite: | 1435 mm (Normalspur)                                                                |                                                                                      |                                                                                      |
| Streckenklasse: | D4                                                                                  |                                                                                      |                                                                                      |
| Stromsystem: | 15 kV 16,7 Hz ~                                                                     |                                                                                      |                                                                                      |
| Streckengeschwindigkeit: | 100 km/h                                                                            |                                                                                      |                                                                                      |
| Zugbeeinflussung: | PZB                                                                                 |                                                                                      |                                                                                      |
| Zweigleisigkeit: | durchgehend, außer: Oberhausen Hochstraße–Bottrop Hbf Pbf                           |                                                                                      |                                                                                      |
| |                                                                                     |                                                                                      |                                                                                      |
| \| \| \| Hauptstrecke von Minden \| \| \| \| \| Strecke von Münster \| \| \| \| \| Lippe und Datteln-Hamm-Kanal \| \| \| \| 76,7 \| Hamm (Westf) Hbf \| Hamm (Westf) Hbf \| \| \| 76,1 \| Hamm (Westf) Rbf Hvn \| Hamm (Westf) Rbf Hvn \| \| \| \| Strecke nach Warburg \| \| \| \| \| Strecke nach Hagen \| \| \| \| \| Güterstrecke von Hamm Gallberg \| \| \| \| 1,3 73,2 \| Hamm (Westf) Rbf \| Hamm (Westf) Rbf \| \| \| \| Hauptstrecke nach Dortmund \| \| \| \| \| Güterstrecke nach Bönen Autobahn \| \| \| \| 0,0 71,5 \| Herringen (Abzw) \| Herringen (Abzw) \| \| \| 70,1 \| Pelkum (ehem. Anschluss RAG-Bergwerk Ost) \| Pelkum (ehem. Anschluss RAG-Bergwerk Ost) \| \| \| 64,9 \| Rünthe (Awanst) \| Rünthe (Awanst) \| \| \| 63,1 \| Bergkamen \| Bergkamen \| \| \| 57,8 \| Oberaden \| Oberaden \| \| \| 57,0 \| Oberaden (alt) \| Oberaden (alt) \| \| \| 55,0 \| Horstmar (Abzw) \| Horstmar (Abzw) \| \| \| \| Strecke Lünen–Lünen Preußen \| \| \| \| 53,3 \| Lünen Süd \| Lünen Süd \| \| \| \| Hafenbahn Lünen \| \| \| \| 48,3 \| Wilbringen (Hp + Abzw) \| Wilbringen (Hp + Abzw) \| \| \| \| nach Zeche Waltrop \| \| \| \| 45,4 \| Waltrop \| Waltrop \| \| \| 38,8 \| Datteln \| Datteln \| \| \| \| von Zeche Ewald Fortsetzung \| \| \| \| \| Becklem \| \| \| \| \| zur Zeche König Ludwig \| \| \| \| 35,1 \| Recklinghausen-Suderwich \| Recklinghausen-Suderwich \| \| \| \| Becklem–König Ludwig \| \| \| \| 0,0 31,1 \| Recklinghausen Ost \| Recklinghausen Ost \| \| \| \| \| \| \| \| (0,7) 000 \| Hillen (ehem. Awanst n. Zeche Blumenthal) Verbindungsstrecke nach Recklinghausen Süd \| Hillen (ehem. Awanst n. Zeche Blumenthal) Verbindungsstrecke nach Recklinghausen Süd \| \| \| \| \| \| \| \| (0,8) 000 \| Hillen von/nach Recklinghausen Hbf (bis hier nur Güterverkehr) \| Hillen von/nach Recklinghausen Hbf (bis hier nur Güterverkehr) \| \| \| 30,0 \| Blumenthal (Abzw) \| Blumenthal (Abzw) \| \| \| \| Verbindungsstrecke Abzw Blumenthal-Recklinghausen Hbf \| \| \| \| \| ehem. Strecken der RBH Logistics \| \| \| \| 24,9 \| Herten (Westf) (ehem. Bf) \| Herten (Westf) (ehem. Bf) \| \| \| 21,1 \| Westerholt \| Westerholt \| \| \| \| ehem. Strecke der RBH Logistics \| \| \| \| \| Strecke von Haltern \| \| \| \| \| Gelsenkirchen-Buer Nord Hp \| \| \| \| \| (niveaugleiche Einmündung) \| \| \| \| 17,6 \| Gelsenkirchen-Buer Nord (bis 1998 PV) \| Gelsenkirchen-Buer Nord (bis 1998 PV) \| \| \| \| Strecke Gladbeck-Zweckel–GE-Buer Süd \| \| \| \| \| Verbindungsstrecke von Gladbeck-Zweckel \| \| \| \| 12,5 \| Gladbeck West \| Gladbeck West \| \| \| 8,1 \| Bottrop-Boy \| Bottrop-Boy \| \| \| \| ehem. Strecke GE-Horst Nord – Gladbeck West der RBH Logistics \| \| \| \| 6,0 \| Bottrop Hbf Not (Bft) \| Bottrop Hbf Not (Bft) \| \| \| \| ehem. Strecke von Hugo Abzw (KWE) \| \| \| \| 5,6 \| Bottrop Hbf Gbf (Bft) \| Bottrop Hbf Gbf (Bft) \| \| \| \| Güterstrecke nach Oberhausen West \| \| \| \| 4,5 \| Bottrop Hbf (ehem. Inselbahnhof) \| Bottrop Hbf (ehem. Inselbahnhof) \| \| \| 4,1 (3,0) \| Bottrop Hbf Pbf (Bft) \| Bottrop Hbf Pbf (Bft) \| \| \| \| Güterstrecke von Wanne-Eickel (ehem. CME) \| \| \| \| \| Güterstrecke von Essen-Horl (ehem. BME) \| \| \| \| \| nach Essen-Dellwig Ost \| \| \| \| 3,2 \| Bottrop Westf Sandgräberei (Awanst) \| Bottrop Westf Sandgräberei (Awanst) \| \| \| \| Oberhausen-Osterfeld Ost (Bft) \| \| \| \| 2,2 \| Bottrop-Vonderort \| Bottrop-Vonderort \| \| \| 2,0 \| Oberhausen Hochstraße (Üst) \| Oberhausen Hochstraße (Üst) \| \| \| \| ehem. Strecke nach Sterkrade (KWE) \| \| \| \| 0,0 \| Oberhausen-Osterfeld \| Oberhausen-Osterfeld \| \| \| \| Strecke OB-Osterfeld Nord–OB West \| \| \| \| \| \| \| \| \| -0,5 \| Oberhausen-Osterfeld West (Bft) und Strecke nach Oberhausen West \| Oberhausen-Osterfeld West (Bft) und Strecke nach Oberhausen West \| \| \| \| \| \| \| \| \| Oberhausen Grafenbusch (Abzw) \| \| \| \| \| Strecke nach Oberhausen Sterkrade bzw. Hbf \| \| \| \| \| ehem. Strecke nach Duisburg-Ruhrort (CME) \| \| \| \| \| \| \| \| Quellen: [1][2] \| \| \| \| |                                                                                     |                                                                                      |                                                                                      |
| Strecke · Strecke |                                                                                     | Hauptstrecke von Minden                                                              | Hauptstrecke von Minden                                                              |
| Abzweig geradeaus und von rechts · Abzweig geradeaus und von rechts |                                                                                     | Strecke von Münster                                                                  | Strecke von Münster                                                                  |
| Brücke über Wasserlauf · Brücke über Wasserlauf |                                                                                     | Lippe und Datteln-Hamm-Kanal                                                         | Lippe und Datteln-Hamm-Kanal                                                         |
| Strecke · Bahnhof | 76,7                                                                                | Hamm (Westf) Hbf                                                                     | Hamm (Westf) Hbf                                                                     |
| Blockstelle · Strecke | 76,1                                                                                | Hamm (Westf) Rbf Hvn                                                                 | Hamm (Westf) Rbf Hvn                                                                 |
| Strecke · Abzweig geradeaus und nach links |                                                                                     | Strecke nach Warburg                                                                 | Strecke nach Warburg                                                                 |
| Strecke · Abzweig geradeaus und nach links |                                                                                     | Strecke nach Hagen                                                                   | Strecke nach Hagen                                                                   |
| Abzweig geradeaus und von links · Kreuzung geradeaus unten |                                                                                     | Güterstrecke von Hamm Gallberg                                                       | Güterstrecke von Hamm Gallberg                                                       |
| Dienststation / Betriebs- oder Güterbahnhof · Dienststation / Betriebs- oder Güterbahnhof | 1,3 73,2                                                                            | Hamm (Westf) Rbf                                                                     | Hamm (Westf) Rbf                                                                     |
| Abzweig geradeaus und nach links · Abzweig geradeaus und nach links |                                                                                     | Hauptstrecke nach Dortmund                                                           | Hauptstrecke nach Dortmund                                                           |
| Abzweig geradeaus und nach links · Kreuzung geradeaus oben |                                                                                     | Güterstrecke nach Bönen Autobahn                                                     | Güterstrecke nach Bönen Autobahn                                                     |
| Verschwenkung nach links · Verschwenkung nach rechts | 0,0 71,5                                                                            | Herringen (Abzw)                                                                     | Herringen (Abzw)                                                                     |
| Dienststation / Betriebs- oder Güterbahnhof | 70,1                                                                                | Pelkum (ehem. Anschluss RAG-Bergwerk Ost)                                            | Pelkum (ehem. Anschluss RAG-Bergwerk Ost)                                            |
| ehemalige Blockstelle | 64,9                                                                                | Rünthe (Awanst)                                                                      | Rünthe (Awanst)                                                                      |
| Dienststation / Betriebs- oder Güterbahnhof | 63,1                                                                                | Bergkamen                                                                            | Bergkamen                                                                            |
| Dienststation / Betriebs- oder Güterbahnhof | 57,8                                                                                | Oberaden                                                                             | Oberaden                                                                             |
| ehemaliger Bahnhof | 57,0                                                                                | Oberaden (alt)                                                                       | Oberaden (alt)                                                                       |
| Blockstelle | 55,0                                                                                | Horstmar (Abzw)                                                                      | Horstmar (Abzw)                                                                      |
| Kreuzung geradeaus oben und links |                                                                                     | Strecke Lünen–Lünen Preußen                                                          | Strecke Lünen–Lünen Preußen                                                          |
| Dienststation / Betriebs- oder Güterbahnhof | 53,3                                                                                | Lünen Süd                                                                            | Lünen Süd                                                                            |
| Abzweig geradeaus und nach links |                                                                                     | Hafenbahn Lünen                                                                      | Hafenbahn Lünen                                                                      |
| ehemaliger Haltepunkt / Haltestelle | 48,3                                                                                | Wilbringen (Hp + Abzw)                                                               | Wilbringen (Hp + Abzw)                                                               |
| Abzweig geradeaus und ehemals nach links |                                                                                     | nach Zeche Waltrop                                                                   | nach Zeche Waltrop                                                                   |
| ehemaliger Dienststation / Betriebs- oder Güterbahnhof | 45,4                                                                                | Waltrop                                                                              | Waltrop                                                                              |
| Dienststation / Betriebs- oder Güterbahnhof | 38,8                                                                                | Datteln                                                                              | Datteln                                                                              |
| Abzweig geradeaus und ehemals von rechts |                                                                                     | von Zeche Ewald Fortsetzung                                                          | von Zeche Ewald Fortsetzung                                                          |
| ehemaliger Dienststation / Betriebs- oder Güterbahnhof |                                                                                     | Becklem                                                                              | Becklem                                                                              |
| Abzweig geradeaus und ehemals nach rechts |                                                                                     | zur Zeche König Ludwig                                                               | zur Zeche König Ludwig                                                               |
| ehemaliger Dienststation / Betriebs- oder Güterbahnhof | 35,1                                                                                | Recklinghausen-Suderwich                                                             | Recklinghausen-Suderwich                                                             |
| Kreuzung geradeaus unten (Querstrecke außer Betrieb) |                                                                                     | Becklem–König Ludwig                                                                 | Becklem–König Ludwig                                                                 |
| Dienststation / Betriebs- oder Güterbahnhof | 0,0 31,1                                                                            | Recklinghausen Ost                                                                   | Recklinghausen Ost                                                                   |
| |                                                                                     |                                                                                      |                                                                                      |
| ehemalige Blockstelle · Abzweig geradeaus, nach links und nach rechts | (0,7) 000                                                                           | Hillen (ehem. Awanst n. Zeche Blumenthal) Verbindungsstrecke nach Recklinghausen Süd | Hillen (ehem. Awanst n. Zeche Blumenthal) Verbindungsstrecke nach Recklinghausen Süd |
| |                                                                                     |                                                                                      |                                                                                      |
| Abzweig quer und nach rechts · Abzweig geradeaus und von rechts | (0,8) 000                                                                           | Hillen von/nach Recklinghausen Hbf (bis hier nur Güterverkehr)                       | Hillen von/nach Recklinghausen Hbf (bis hier nur Güterverkehr)                       |
| Dienststation / Betriebs- oder Güterbahnhof | 30,0                                                                                | Blumenthal (Abzw)                                                                    | Blumenthal (Abzw)                                                                    |
| Kreuzung geradeaus unten |                                                                                     | Verbindungsstrecke Abzw Blumenthal-Recklinghausen Hbf                                | Verbindungsstrecke Abzw Blumenthal-Recklinghausen Hbf                                |
| Kreuzung geradeaus unten (Querstrecke außer Betrieb) |                                                                                     | ehem. Strecken der RBH Logistics                                                     | ehem. Strecken der RBH Logistics                                                     |
| S-Bahn-Halt | 24,9                                                                                | Herten (Westf) (ehem. Bf)                                                            | Herten (Westf) (ehem. Bf)                                                            |
| Dienststation / Betriebs- oder Güterbahnhof | 21,1                                                                                | Westerholt                                                                           | Westerholt                                                                           |
| Abzweig geradeaus und ehemals nach rechts |                                                                                     | ehem. Strecke der RBH Logistics                                                      | ehem. Strecke der RBH Logistics                                                      |
| Strecke von rechts · Strecke |                                                                                     | Strecke von Haltern                                                                  | Strecke von Haltern                                                                  |
| S-Bahn-Halt · Strecke |                                                                                     | Gelsenkirchen-Buer Nord Hp                                                           | Gelsenkirchen-Buer Nord Hp                                                           |
| Strecke nach links · Abzweig geradeaus und von rechts |                                                                                     | (niveaugleiche Einmündung)                                                           | (niveaugleiche Einmündung)                                                           |
| Dienststation / Betriebs- oder Güterbahnhof | 17,6                                                                                | Gelsenkirchen-Buer Nord (bis 1998 PV)                                                | Gelsenkirchen-Buer Nord (bis 1998 PV)                                                |
| Kreuzung geradeaus unten |                                                                                     | Strecke Gladbeck-Zweckel–GE-Buer Süd                                                 | Strecke Gladbeck-Zweckel–GE-Buer Süd                                                 |
| Abzweig geradeaus und von rechts |                                                                                     | Verbindungsstrecke von Gladbeck-Zweckel                                              | Verbindungsstrecke von Gladbeck-Zweckel                                              |
| Bahnhof mit S-Bahn-Halt | 12,5                                                                                | Gladbeck West                                                                        | Gladbeck West                                                                        |
| S-Bahn-Halt | 8,1                                                                                 | Bottrop-Boy                                                                          | Bottrop-Boy                                                                          |
| Kreuzung geradeaus unten (Querstrecke außer Betrieb) |                                                                                     | ehem. Strecke GE-Horst Nord – Gladbeck West der RBH Logistics                        | ehem. Strecke GE-Horst Nord – Gladbeck West der RBH Logistics                        |
| Verschwenkung von links · Verschwenkung von rechts | 6,0                                                                                 | Bottrop Hbf Not (Bft)                                                                | Bottrop Hbf Not (Bft)                                                                |
| Strecke · Abzweig geradeaus und ehemals von links |                                                                                     | ehem. Strecke von Hugo Abzw (KWE)                                                    | ehem. Strecke von Hugo Abzw (KWE)                                                    |
| Strecke · Dienststation / Betriebs- oder Güterbahnhof | 5,6                                                                                 | Bottrop Hbf Gbf (Bft)                                                                | Bottrop Hbf Gbf (Bft)                                                                |
| Strecke · Abzweig geradeaus und nach halblinks |                                                                                     | Güterstrecke nach Oberhausen West                                                    | Güterstrecke nach Oberhausen West                                                    |
| ehemaliger Bahnhof · ehemaliger Bahnhof | 4,5                                                                                 | Bottrop Hbf (ehem. Inselbahnhof)                                                     | Bottrop Hbf (ehem. Inselbahnhof)                                                     |
| Bahnhof mit S-Bahn-Halt · Strecke | 4,1 (3,0)                                                                           | Bottrop Hbf Pbf (Bft)                                                                | Bottrop Hbf Pbf (Bft)                                                                |
| Strecke · Abzweig geradeaus und von halblinks |                                                                                     | Güterstrecke von Wanne-Eickel (ehem. CME)                                            | Güterstrecke von Wanne-Eickel (ehem. CME)                                            |
| Strecke · Abzweig geradeaus und von links |                                                                                     | Güterstrecke von Essen-Horl (ehem. BME)                                              | Güterstrecke von Essen-Horl (ehem. BME)                                              |
| Abzweig geradeaus und nach links · Kreuzung geradeaus unten |                                                                                     | nach Essen-Dellwig Ost                                                               | nach Essen-Dellwig Ost                                                               |
| ehemalige Blockstelle · Strecke | 3,2                                                                                 | Bottrop Westf Sandgräberei (Awanst)                                                  | Bottrop Westf Sandgräberei (Awanst)                                                  |
| Strecke · Dienststation / Betriebs- oder Güterbahnhof |                                                                                     | Oberhausen-Osterfeld Ost (Bft)                                                       | Oberhausen-Osterfeld Ost (Bft)                                                       |
| Haltepunkt / Haltestelle · Strecke | 2,2                                                                                 | Bottrop-Vonderort                                                                    | Bottrop-Vonderort                                                                    |
| Überleitstelle / Spurwechsel · Strecke | 2,0                                                                                 | Oberhausen Hochstraße (Üst)                                                          | Oberhausen Hochstraße (Üst)                                                          |
| Abzweig geradeaus und ehemals nach rechts · Strecke |                                                                                     | ehem. Strecke nach Sterkrade (KWE)                                                   | ehem. Strecke nach Sterkrade (KWE)                                                   |
| Bahnhof · Dienststation / Betriebs- oder Güterbahnhof | 0,0                                                                                 | Oberhausen-Osterfeld                                                                 | Oberhausen-Osterfeld                                                                 |
| Kreuzung geradeaus unten · Kreuzung geradeaus unten |                                                                                     | Strecke OB-Osterfeld Nord–OB West                                                    | Strecke OB-Osterfeld Nord–OB West                                                    |
| |                                                                                     |                                                                                      |                                                                                      |
| Verschwenkung nach links · Verschwenkung nach links und nach rechts | -0,5                                                                                | Oberhausen-Osterfeld West (Bft) und Strecke nach Oberhausen West                     | Oberhausen-Osterfeld West (Bft) und Strecke nach Oberhausen West                     |
| |                                                                                     |                                                                                      |                                                                                      |
| Blockstelle |                                                                                     | Oberhausen Grafenbusch (Abzw)                                                        | Oberhausen Grafenbusch (Abzw)                                                        |
| Abzweig ehemals geradeaus, nach links und nach rechts |                                                                                     | Strecke nach Oberhausen Sterkrade bzw. Hbf                                           | Strecke nach Oberhausen Sterkrade bzw. Hbf                                           |
| Strecke (außer Betrieb) |                                                                                     | ehem. Strecke nach Duisburg-Ruhrort (CME)                                            | ehem. Strecke nach Duisburg-Ruhrort (CME)                                            |
| |                                                                                     |                                                                                      |                                                                                      |
| Quellen: |                                                                                     |                                                                                      |                                                                                      |

Die Bahnstrecke Oberhausen-Osterfeld–Hamm (auch Nordstrecke, Hamm–Osterfelder Bahn oder Hertener Bahn genannt) ist eine rund 77 Kilometer lange, zweigleisige und elektrifizierte Hauptbahn im nördlichen Ruhrgebiet. Sie besitzt als durchgehende Flachlandstrecke keine Tunnel. In ihrem östlichen und mittleren Teil dient sie derzeit nur mehr dem Güterverkehr, während auf dem Westabschnitt auch Schienenpersonennahverkehr stattfindet.
Die betriebsführende Deutsche Bahn (vormals Deutsche Bundesbahn) bezeichnet diese Strecke schon immer als Nordstrecke. Es war die nördlichste Strecke der ehemaligen Bundesbahndirektion Essen.

## Geschichte
Der Bau einer Eisenbahn „von Osterfeld nach Hamm i. Westf.“ wurde mit Gesetz vom 25. Mai 1900 genehmigt. Zwecks Entlastung des fast nicht mehr ausbaufähigen Eisenbahn-Bestandsnetzes des Ruhrgebietes, insbesondere im Güterverkehr, wurde an dessen Nordrand von den Preußischen Staatseisenbahnen, unter Einbeziehung der vom Bahnhof Gladbeck West in Richtung Westen bereits vorhandenen Infrastruktur, die Hamm-Osterfelder Bahn zunächst eingleisig gebaut und am 1. Mai 1905 eröffnet. Sie diente in erster Linie der Direktverbindung der beiden großen Rangierbahnhöfe Hamm (Westf) und Osterfeld Süd (später: Oberhausen-Osterfeld) für langlaufende Durchgangsgüterzüge mit weiträumiger Umfahrung des Ruhrgebiets sowie dem Anschluss neuer Steinkohlezechen an das Eisenbahnnetz. Jeder der Bahnhöfe war Anschluss oder Übergabebahnhof für eine oder mehrere von mehr als fünfzehn Zechen. Das zweite Gleis wurde 1912 hinzugefügt.
Der Personenverkehr war immer schwach ausgelegt, trotz mehrerer größerer Städte im Streckenverlauf, deren Bahnhöfe allerdings aufgrund der vorwiegenden Zweckbestimmung der Strecke für den Güterverkehr teilweise weit entfernt von den Ortskernen angelegt waren. Es gab auf ihr trotz Zweigleisigkeit und Hauptbahnstatus niemals planmäßig Schienenpersonenfernverkehr. Die gesamte Strecke wurde im Jahre 1967 elektrifiziert. Der Personenverkehr wurde im Abschnitt Gelsenkirchen-Buer Nord–Hamm (Westf) am 29. Mai 1983 eingestellt und am 11. September 2020 zwischen Gelsenkirchen-Buer Nord und der Abzweigstelle Blumenthal wieder aufgenommen.
Gelegentlich wird die Strecke jedoch zwischen dem Bahnhof Hamm (Westf) und der Abzweigstelle Horstmar bei Lünen als Umleitungsstrecke für Reisezüge (RE, IC, ICE) der Bahnstrecke Dortmund–Hamm benutzt.

## Streckenverlauf
Die Strecke beginnt im Bahnhof Oberhausen-Osterfeld und endet in Hamm (Westf) Rbf mit der Vereinigung des ehemaligen Personengleises aus dem Personenbahnhof und den Gütergleisen am Westkopf (Bez Hde) des Rangierbahnhofes. Die Signalanlagen der Strecke werden für den Bereich von Oberhausen-Osterfeld bis einschließlich Abzweig Herringen vom elektronischen Stellwerk (ESTW) Of in Oberhausen-Osterfeld bedient.

### Betriebsstellen von Ost nach West
An der Abzweigstelle Herringen mündet ein Verbindungsgleis aus dem Rangierbahnhof Hamm (Bez Hda) in Richtung Westen ein. Kurz darauf folgen nacheinander die Bahnhöfe Pelkum und Bergkamen. Der auf der Strecke liegende Bahnhof Oberaden besteht aus den beiden Hauptgleisen sowie vier Weichen zum Überleiten. Vom Abzweig Horstmar existiert eine eingleisige Verbindungskurve zum Bahnhof Lünen Preußen. Im Bahnhof Lünen Süd befinden sich im noch genutzten Güterbahnhof ein stillgelegter Ablaufberg und der westlich anschließende Übergabebahnhof zu mehreren Industriebetrieben sowie eine eingleisige Verbindungsstrecke nach Lünen Hauptbahnhof.

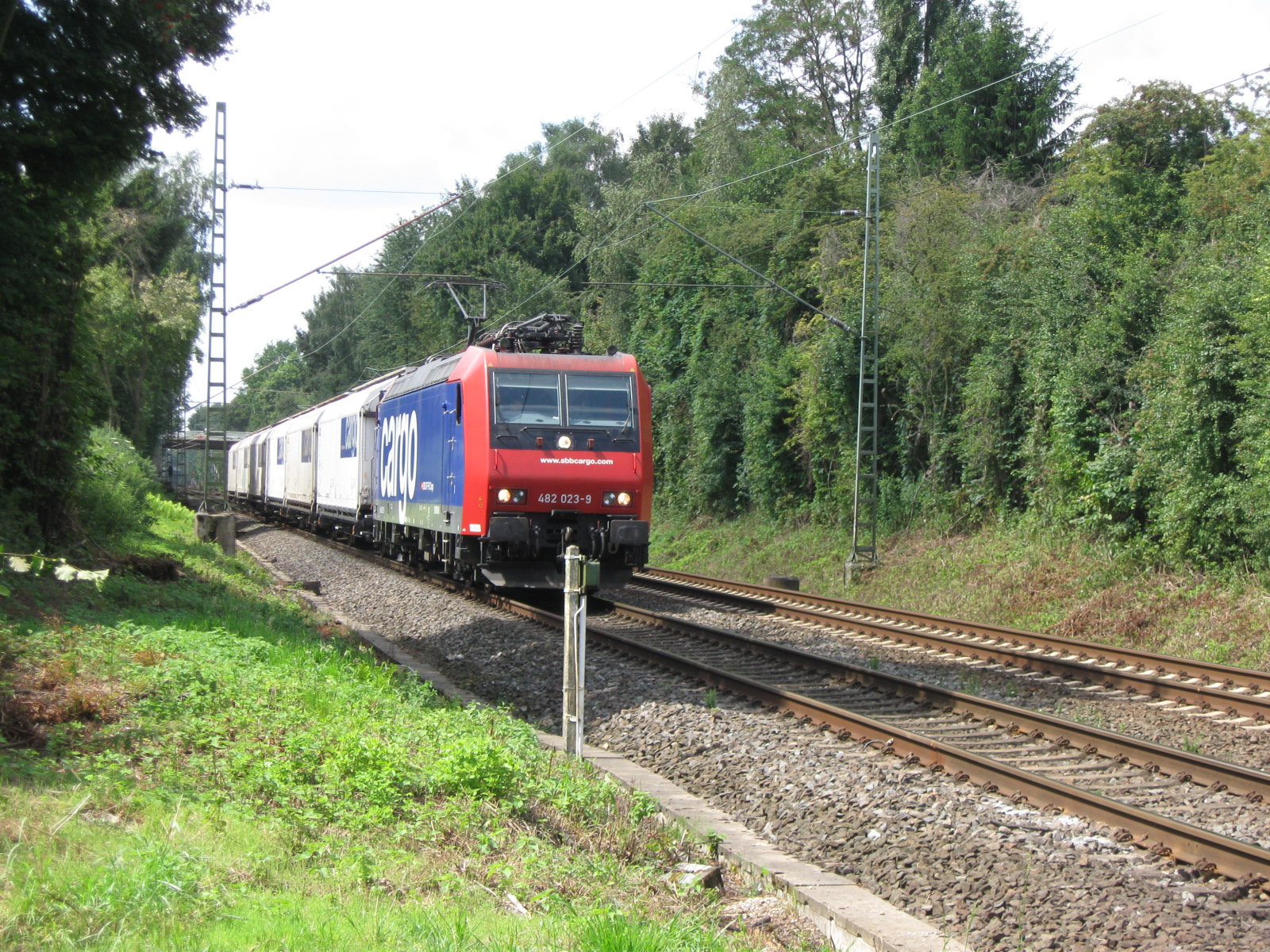
SBB-Mehrsystemlok der Baureihe 482 in Recklinghausen-Suderwich

Vollständig stillgelegt wurde der Bahnhof Waltrop. Im Bahnhof Datteln ist das Kraftwerk Datteln an die Strecke angeschlossen. Der Bahnhof Recklinghausen-Suderwich ist ebenfalls stillgelegt. Recklinghausen Ost ist ein weiterhin genutzter Güterbahnhof, an den das gleichnamige ehemalige Ausbesserungswerk angeschlossen war. Der private Anbieter Lineas betreibt hier einen Rangierhub mit zwei Rangierlokomotiven und bietet unter anderem Verbindungen über Falkenberg/Elster ins tschechische Usti nad Labem an. Ab Recklinghausen Ost existieren eingleisige Verbindungsstrecken nach Recklinghausen Hbf und Recklinghausen Süd (erbaut 1905 gleichzeitig mit der Bahnstrecke selbst). Am Abzweig Blumenthal gibt es eine weitere eingleisige Verbindungsstrecke nach Recklinghausen Hbf (Streckennummer 2223). Der Bahnhof Herten (Westf) wurde 1993 in eine Ausweichanschlussstelle umgewandelt und ist heute ebenfalls stillgelegt. Ein neuer Haltepunkt Herten (Westf) wurde am 11. Dezember 2022 eröffnet. Der Bahnhof Westerholt war Übergabebahnhof zur Zechen- und Hafenbahn der Ruhrkohle AG und wird nur wenig genutzt.
Im Bahnhof Gelsenkirchen-Buer Nord mündet die erst 1968 erbaute eingleisige Strecke von der Abzweigstelle Marl Lippe (Bahnstrecke Gelsenkirchen-Buer Nord–Marl Lippe). Sie liegt an der Bahnstrecke Wanne-Eickel–Hamburg. Die Ausfädelung ist für den zweigleisigen Ausbau in Richtung Haltern vorbereitet. Der heutige S-Bahn-Haltepunkt am Halterner Gleis wurde 1998 in Betrieb genommen und ersetzt den Halt am alten Bahnhofsgebäude.
Der Bahnhof Gladbeck West ist heute Trennungsbahnhof der S-Bahn in Richtung Recklinghausen, Haltern am See und des Regionalverkehrs in Richtung Dorsten über die Verbindungskurve nach Zweckel an der Bahnstrecke Winterswijk–Gelsenkirchen-Bismarck. Nördlich der Gütergleise mit stillgelegtem Ablaufberg befindet sich erneut ein Übergabebahnhof zur Zechen- und Hafenbahn der RBH Logistics.
Der Bottroper Hauptbahnhof wurde seit seinem Bestehen bereits mehrfach umgebaut. Im Bereich des Hauptgüterbahnhofs traf die Strecke auf die seit 1879 bestehende Emschertalbahn von Welver nach Sterkrade der ehemaligen Königlich-Westfälischen Eisenbahn-Gesellschaft; diese Emschertalbahn ist seit 1968 stillgelegt und wurde bis 1983 abgebaut (heute teilweise Zechenbahn). Zum Hauptgüterbahnhof gehörten weiterhin als (heute stillgelegte) Einrichtungen ein Rangierbahnhof und ein Bahnschwellenwerk. Im Bereich des Hauptbahnhofs zweigen Strecken nach Essen-Dellwig Ost (eingleisig) und über Abzw Gerschede und Essen-Frintrop (alt) nach Oberhausen West (überwiegend zweigleisig) ab; in Richtung Osterfeld verläuft die Strecke bis zur Überleitstelle Hochstraße eingleisig. Der Abschnitt wird planmäßig von den Personenzügen und vereinzelten Güterzügen befahren. Die meisten Güterzüge fahren allerdings auf der parallel geführten Westfälischen Emschertalbahn in den Bahnhof Osterfeld.
Am Ende der Strecke befindet sich mit dem Bahnhof Oberhausen-Osterfeld einer der größten Rangierbahnhöfe der Region. Im Ostkopf mündet die Emschertalbahn von Dortmund nach Duisburg-Ruhrort der ehemaligen Köln-Mindener Eisenbahn-Gesellschaft ein. Vom Westkopf aus bestehen Verbindungen über eine zweigleisige Güterzugstrecke nach Oberhausen West und eine zweigleisige Güter- und Personenzugstrecke zum Abzweig Grafenbusch, die sich dort in eine eingleisige Güterzugstrecke nach Oberhausen-Sterkrade mit Anbindung an die Hollandstrecke Oberhausen – Wesel – Emmerich – Arnhem (NL) und eine eingleisige Personenzugstrecke (Streckennummer 2272) nach Oberhausen Hauptbahnhof teilt.

## Bedienung

### Personenverkehr
Schienenpersonenfernverkehr findet nicht statt, Schienenpersonennahverkehr auf Teilabschnitten. Die Linie RE 44 nutzt die Strecke zwischen Oberhausen-Osterfeld West und Bottrop Hbf, die Linie RE 14 zwischen Bottrop Hbf und Gladbeck West. Der RE 44 wurde mit Fahrplanwechsel zum 15. Dezember 2024 auf Omnibusbetrieb umgestellt.
Außerdem nutzt die S-Bahn-Linie S9 die Strecke. Jeweils abwechselnd im Stundentakt verkehren Züge zwischen Hagen und Haltern sowie zwischen Wuppertal und Recklinghausen. Die Züge nach Haltern nutzen die Strecke Oberhausen-Osterfeld–Hamm zwischen Bottrop Hbf und dem Betriebsbahnhof Gelsenkirchen-Buer Nord, die Züge nach Recklinghausen Hbf zwischen Bottrop Hbf und der Abzweigstelle Recklinghausen Blumenthal. Der Abschnitt Gelsenkirchen-Buer Nord – Recklinghausen Blumenthal wird erst seit September 2020 wieder von Personenzügen befahren, zuvor verkehrte die Linie S9 im Halbstundentakt zwischen Wuppertal und Bottrop sowie im Stundentakt zwischen Bottrop und Haltern. Ursprünglich sollte die Verlängerung nach Recklinghausen bereits im Zuge der Taktumstellung der S-Bahn Rhein-Ruhr 2019 ab Dezember 2019 umgesetzt werden, verzögerte sich allerdings infolge Lokführermangels seitens des Betreibers Abellio Rail NRW. Zunächst fuhren die Züge zwischen Gladbeck West und Recklinghausen Hbf ohne Zwischenhalt. Seit Dezember 2022 bedient die Linie S9 den neueröffneten Haltepunkt Herten (Westf) an der Strecke. Eine weitere Station in Herten-Westerholt ist seit März 2023 in Bau.
Zurzeit verkehren folgende Linien des SPNV über die Strecke:
| Linie                       | Linienverlauf |
| --------------------------- | --- |
| S 9                         | (Haltern –)/(Recklinghausen – Abzweig Blumenthal –) Gelsenkirchen-Buer Nord – Gladbeck West – Bottrop – Essen-Dellwig Ost– Essen – Wuppertal – Hagen |
| RE 14                       | Borken / Coesfeld – Gladbeck West – Bottrop – Essen-Borbeck – Essen                                                                                  |
| RE 44                       | Bottrop – Oberhausen-Osterfeld Süd – Oberhausen – Duisburg – Moers                                                                                   |
| fett: Hamm-Osterfelder Bahn | |

### Güterverkehr
Für den Schienengüterverkehr ist die Hamm-Osterfelder Bahn trotz seines Rückgangs nach wie vor in ihrer gesamten Länge von Bedeutung. Allerdings bestand zeitweise östlich von Gelsenkirchen-Buer Nord am Wochenende von Samstagmittag bis Montagmorgen Betriebsruhe. Grund hierfür war der Rückgang des Güterverkehrs und die angestrebte Einsparung von Personalkosten für die Stellwerke.
Ende 2007 wurde in der ersten Baustufe die neue Signaltechnik mit dem elektronischen Stellwerk Oberhausen-Osterfeld in Betrieb genommen. Mit den weiteren Ausbaustufen wird die Strecke seit Ende 2012 bis zur Abzweigstelle Herringen bei Hamm von Oberhausen gesteuert. Seit dieser Modernisierung und dem Zuwachs an Güterverkehrsaufkommen wird die Strecke wieder kontinuierlich bedient.

## Planungen
- Für den Ast der S9 nach Recklinghausen ist der Bau von Bahnsteigen an der Strecke Oberhausen-Osterfeld–Hamm in Gelsenkirchen-Buer Nord geplant. Bislang existiert dort nur ein Bahnsteig an der Bahnstrecke Gelsenkirchen-Buer Nord–Marl Lippe. Langfristig soll nach dem SPNV-Zielnetz für 2040 ein zusätzlicher Halt in Herten-Disteln entstehen.

### Nutzung des Abschnitts Recklinghausen–Lünen–Hamm für den Personenverkehr
Ebenfalls wird seit mehreren Jahren eine erneute Nutzung der Strecke für den Personenverkehr als eine von mehreren Möglichkeiten diskutiert, Bergkamen, Oberaden und Pelkum wieder an den Schienenpersonenverkehr anzubinden. Problematisch ist hierbei allerdings die Streckenführung abseits des Bergkamener Stadtzentrums, sodass nur für Oberaden, Pelkum und ggf. auch Overberge ein Haltepunkt in ortskernnaher Lage geschaffen werden könnte. Die Deutsche Bahn, sowie der Verband Deutscher Verkehrsunternehmen e. V. befürchten zudem mögliche Konflikte mit dem Güterverkehr. Auch eine Mitnutzung der Strecke für den Bau einer Regionalstadtbahn zwischen Dortmund, Lünen und Hamm wurde erörtert, allerdings ebenfalls wegen möglicher Konflikte mit dem Güterverkehr (Notwendigkeit von Ausweichstellen, Unmöglichkeit eines dichten Taktes) ausgeschlossen.
In der Kommunalpolitik, sowie unter den Bürgern wurden seit der Stilllegung der Bahnhöfe Waltrop und Datteln des Öfteren Stimmen laut, die eine Reaktivierung der Bahnhöfe forderten.
Im Juni 2020 wurde darüber berichtet, dass zur IGA 2027 unweit des ehemaligen Bahnhofs Oberaden, vorübergehend ein Haltepunkt am Bahnübergang Jahnstraße geschaffen werden soll. Hier wurde im Jahr 2020 der Bahnübergang durch ein Brückenbauwerk ersetzt. Erkenntnisse aus diesem Probelauf sollen in eine Machbarkeitsstudie zum Anschluss der Stadt Bergkamen an den schienengebundenen Personenverkehr einfließen.
In seinem Wahlkampf im Vorfeld der Landtagswahl in Nordrhein-Westfalen 2022 versprach der nordrhein-westfälische Landesverband von Bündnis 90/Die Grünen eine Wiederbelebung der Bahnstrecke zwischen Recklinghausen und Hamm, falls die Partei an der neuen Landesregierung beteiligt sein sollte. In dem Konzept „S-Bahn 2.0“ der Grünen sind Unterwegshalte in Recklinghausen-Suderwich, Datteln, Waltrop, Lünen Süd, Bergkamen-Oberaden, Bergkamen-Rünthe und Hamm-Pelkum vorgesehen.
Im Jahr 2023 war die Reaktivierung dieses Abschnitts für den Personenverkehr weder im „SPNV-Zielnetz 2040“ des VRR noch im „NRW-Zielnetz“ für 2032 und 2040 enthalten.

## Unfälle
- Im November 2008 ereignete im Bahnhof Recklinghausen Ost sich ein Zugunglück, bei dem zwei Lokführer schwer verletzt wurden. Ein Zug mit ca. 25 Wagen fuhr auf eine im Gleis stehende Rangierlokomotive auf.[29]
- Am 26. Oktober 2013 stießen auf einer Eisenbahnbrücke in Höhe des Bahnhofes Gladbeck West zwei Güterzüge zusammen. Dadurch entgleisten die Lokomotiven und mehrere Waggons. Ein Triebfahrzeugführer wurde schwer verletzt und die Strecke war zwischen Gladbeck West und Bottrop zwei Wochen lang komplett gesperrt.[30][31]
- Am 2. Februar 2023 wurden zwei Kinder nahe Recklinghausen Ost von einem Güterzug erfasst. Der zehnjährige Junge starb, sein ein Jahr jüngerer Freund wurde schwer verletzt.[32]